# Puebla del Salvador
Puebla del Salvador – gmina w Hiszpanii, w prowincji Cuenca, w Kastylii-La Mancha, o powierzchni 48,09 km². W 2011 roku gmina liczyła 237 mieszkańców.